# دهه ۵۰۰ (میلادی)
دهه ۵۰۰ (میلادی) دهه پنجاهم تقویم میلادی است.

## درگذشتگان
‎